# Aston Villa FC

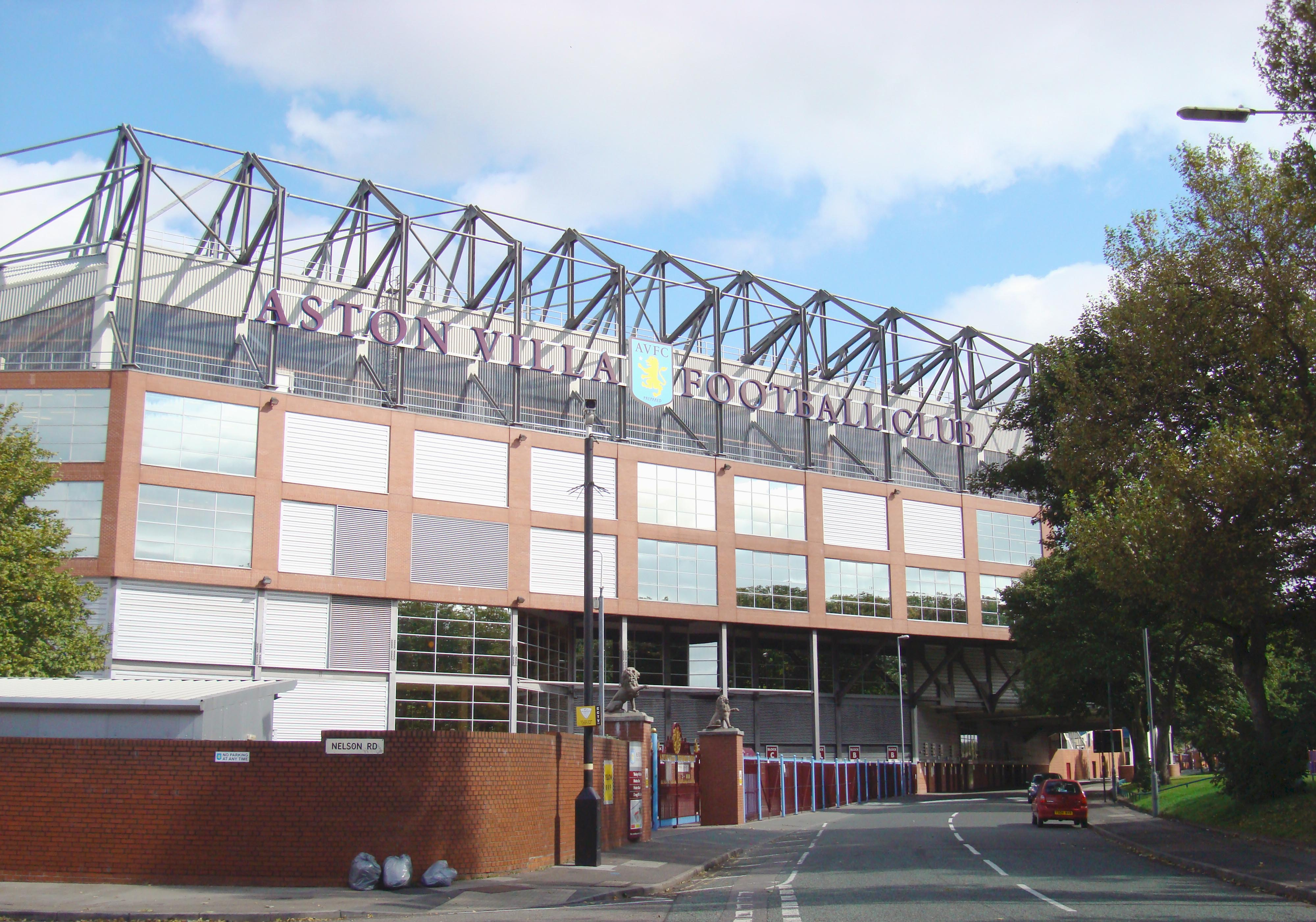
Villa Park

Aston Villa Football Club is een Engelse voetbalclub uit Birmingham. De club werd in 1874 opgericht en was in 1888 een van de oprichters van de Football League.

## Geschiedenis

### Opkomst tot bekendheid
Aston Villa werd opgericht in 1874 door leden van de Villa Cross Wesleyan Chapel in Handsworth, wat tegenwoordig onderdeel is van Birmingham. De vier oprichters – Jack Hughes, Frederick Matthews, Walter Price en William Scattergood – zochten een manier om tijdens de winterstop van het cricketseizoen fit te blijven.
Het lot van de jonge club veranderde toen een jonge Schot, George Ramsay, per toeval deelnam aan een oefenwedstrijd van de club omdat Aston Villa spelers te kort kwamen voor een volledig elftal. Het combinatievoetbal wat hij introduceerde bij de club, geïnspireerd door de Schotse voetbalclub Queen's Park, werd destijds gezien als een revolutionaire zet voor een Engelse club.
Door de professionalisering van het voetbal in 1885 besloot de club een voltijd hoofdtrainer aan te nemen met een advertentie in de plaatselijke krant. Ondanks 150 sollicitanten besloot een meerderheid van de leden George Ramsay aan te stellen. Op 26 juni 1886 werd Ramsay hiermee wereldwijd de eerste voltijd, professionele hoofdtrainer.
Het jaar daarop werd Aston Villa de eerste voetbalclub uit de Midlands die de FA Cup wist te winnen. In 1888 waren The Villans een van de eerste deelnemers aan de nieuw opgerichte English Football League, waarvan een van directeuren van de club, William McGregor, de oprichter was. De andere deelnemers waren Accrington, Blackburn Rovers, Bolton Wanderers, Burnley, Derby County, Everton, Notts County, Preston North End, Stoke City, West Bromwich Albion en Wolverhampton Wanderers. Het duurde tot 1894 voordat de club voor het eerst landskampioen werd. Een jaar later werd er beslag gelegd op de tweede FA Cup in het bestaan van de club. Vervolgens werd Aston Villa tweemaal op rij kampioen, in 1896 en 1897.
Aston Villa groeide uit tot de meest succesvolle Engelse voetbalclub in het Victoriaans tijdperk door vijfmaal de League te winnen en driemaal de FA Cup. In 1897 verhuisde Aston Villa naar een nieuw onderkomen waar de club tot op de dag van vandaag haar wedstrijden speelt, Villa Park, destijds nog Aston Lower Grounds genaamd.
In het Edwardiaans tijdperk zette Villa haar successen voort door een vijfde FA Cup te winnen in 1905 en een zesde kampioenschap in 1910. Een nieuwe overwinning in de FA Cup werd behaald aan de vooravond van de Eerste Wereldoorlog in 1913.

### Tussen de wereldoorlogen
Succestrainer Ramsay ging in 1926 met pensioen. Zijn opvolger, Billy Smith, slaagde er niet in zijn successen voort te zetten. Verschillende andere clubs hadden Aston Villa ingehaald, met name Arsenal, waardoor de club tweemaal als runner-up eindigde. In 1934 werd Jimmy McMullan aangesteld als hoofdtrainer, maar dit bleek een desastreuze keuze die eindigde in de eerste degradatie van de club in 1936.
Jimmy Hogan kreeg van de teruggekeerde voorzitter Frederick Rinder de taak om Aston Villa terug te brengen op het hoogste niveau. Het lukte Hogan om ze binnen twee seizoen terug te leiden naar de First Division als kampioen van de Second Division. De Tweede Wereldoorlog maakte een vroegtijdig einde aan Hogans project.

### Middelmatigheid
Na afloop van de Tweede Wereldoorlog kende de club lange tijd weinig noemenswaardige resultaten. Aston Villa eindigde meerdere malen in de middenmoot, waarbij het niet hoger kwam dan de zesde plaats op de ranglijst. Aandeelhouders en supporters bekritiseerden de club voor een gebrek aan talentontwikkeling, werving en trainingsmethodes.
Ondanks het ternauwernood ontlopen van degradatie in 1956 volgde een jaar later de eerste prijs in 37 jaar voor de club toen oud-speler Eric Houghton Villa leidde naar een zevende FA Cup winst. Aston Villa versloeg de Busby Babes van Manchester United in de finale met 2-1. In de competitie verbeterden de resultaten echter niet. Dit resulteerde in een nieuwe degradatie in 1959. Een jaar later keerde Aston Villa weer terug op het hoogste niveau als kampioen van de Second Division. In 1961 werd Villa de allereerste winnaar van de League Cup.

### Heropleving
De tot dan toe meest succesvolle club had moeite om de veranderende voetbalwereld te volgen en verdween in 1967 opnieuw van het hoogste podium. Bestuurlijke onrust en slechte resultaten in de Second Division resulteerde in het opstappen van het volledige bestuur. Pat Matthews kocht in 1968 een meerderheid van de aandelen van de club en stelde Doug Ellis aan als voorzitter, die deze functie uiteindelijk van 1968 tot 1975 en van 1982 tot 2006 zou bekleden. Een van de eerste handelingen werd het schuldenvrij maken van Aston Villa. Ondanks het nieuwe elan degradeerde de club in 1970 voor het eerst in haar bestaan naar de Third Division.
Aston Villa verbaasde vriend en vijand in de strijd om de FA Cup van 1971 door de finale te halen. In de halve finale schakelde het Manchester United uit, maar in de finale was Tottenham Hotspur te sterk voor The Villans. Het sportieve lichtpuntje werd in het volgende seizoen omgezet in een kampioenschap in de Third Division. In december 1971 werd er ook nog een stuk grond aangekocht om trainingscomplex Bodymoor Heath op te ontwikkelen, waar Aston Villa tot op heden nog steeds traint.

### Terug bij de elite
De van Manchester City overgekomen Ron Saunders leidde Aston Villa terug naar de First Division, Europees voetbal en League Cup winst. Een van de dragende spelers van het elftal was Charlie Aitkin die tot op heden de meeste wedstrijden voor de club heeft gespeeld.
Met een vierde plaats in de competitie en nog een League Cup-winst bouwde Saunders aan een nieuwe succesperiode met bepalende spelers als Brian Little en Andy Gray.
In het seizoen 1980/81 werd een zevende landstitel gewonnen door Aston Villa met spelers als Gordon Cowans, Tony Morley en Dennis Mortimer. Opvallend genoeg gebruikte ze dat seizoen slechts veertien spelers.
Tot ieders verrassing besloot Saunders de club halverwege het seizoen 1981/82 te verlaten, ondanks dat Aston Villa nog in de kwartfinale van de Europacup I moest uitkomen. Onder leiding van diens assistent Tony Barton bereikte Villa de finale, waarin het Bayern München met 1-0 versloeg in de De Kuip. Hiermee werd de club pas de vierde Engelse voetbalclub die de Europacup I won.
Het verdedigen van die Europese titel eindige het daaropvolgende seizoen in de kwartfinale waarin Juventus te sterk was. Wel werd de Europese Super Cup gewonnen nadat Barcelona over twee wedstrijden met 3-1 was verslagen. Hierna ging het bergafwaarts met de prestaties van de club. De club zat opgezadeld met aanzienlijke schulden en er werden vragen gesteld over frauduleuze financiële activiteiten rond de bouw van een nieuwe tribune in Villa Park. De teruggekeerde voorzitter Ellis zette een bezuinigingsproces in gang, waarbij ook spelers salaris moesten inleveren en Barton een kleinere staf kreeg. Slechts vijf seizoenen na het winnen van de Europacup I degradeerde Aston Villa. Graham Taylor leidde de club direct terug en behaalde een tweede positie in het seizoen 1989/90 op het hoogste niveau met een team dat onder andere bestond uit Paul McGrath, Tony Daley en David Platt. Als gevolg van dit succes kreeg Taylor het aanbod om de bondscoach van Engeland te worden.

### Premier League-tijdperk
Nadat het eerder al aan de wieg stond van de English Football League speelde Aston Villa ook een rol bij de oprichting van de Premier League. Daarmee was het slechts een van de drie clubs die bij beide initiatieven betrokken was, evenals Blackburn Rovers en Everton. In het debuutseizoen eindige Villa als tweede. In de volgende jaren had het team moeite om aan te haken bij het niveau, maar wist het in 1994 nog wel de League Cup te winnen. Oud-speler Brian Little werd in het najaar van 1994 aangesteld als hoofdtrainer van de club. Hij stelde een jong team samen bestaande uit spelers als Gareth Southgate, Steve Staunton, Ian Taylor en Dwight Yorke die de club in 1996 naar een vijfde League Cup leidde door Leeds United in de finale met 3-0 te verslaan. In de competitie eindigde de club op een vijfde en - het seizoen erna - zesde plaats.
Little's opvolger en tevens oud-speler John Gregory begeleidde de club naar vier top-acht eindklasseringen en een FA Cup-finale met spelers als David James, Dion Dublin, Paul Merson en Gareth Barry, maar slaagde er niet in een team te formeren dat mee kon strijden om Champions League-voetbal.
Na 23 jaar als voorzitter en grootaandeelhouder verkocht Doug Ellis zijn aandelen aan Cleveland Browns-eigenaar Randy Lerner. Het was het startsein van een nieuwe periode vol optimisme op Villa Park, waar Martin O'Neill aantrad als hoofdtrainer. Een nieuw logo werd geïntroduceerd, het trainingscomplex werd opgeknapt en er werd geïnvesteerd in de selectie. Dit resulteerde in 2010 in een eerste finale onder de nieuwe eigenaar. Echter ging de strijd om de League Cup verloren.
Ondanks drie zesde plaats eindklasseringen op rij besloot O'Neill aan de vooravond van het seizoen 2010/11 de club te verlaten, omdat het verworven geld door het verkopen van Gareth Barry, James Milner en Ashley Young niet werd geherinvesteerd door de club. Zijn opvolger Gérard Houllier moest vanwege gezondheidsklachten zijn werkzaamheden in september 2011 neerleggen. Wat volgde was de controversiële aanstelling van Alex McLeish, die overkwam van aartsrivaal Birmingham City. Hij werd aan het eind van het seizoen echter alweer ontslagen nadat Villa als zestiende was geëindigd.
In februari 2012 werd bekend dat Aston Villa een verlies had geleden van 53,9 miljoen pond, waarna Lerner drie maanden later besloot de club te koop te zetten. Met Lerner nog altijd aan boord en onwillig om te investerend kende Villa enkele zwakke seizoenen. Onder leiding van Tim Sherwood wist de club nog wel de FA Cup-finale te bereiken in 2015, maar de verkoop van sterspelers Christian Benteke en Fabian Delph leidde er een jaar later toe dat de club degradeerde naar het Championship. Hierdoor kwam er een einde aan 29 jaar deelname aan het hoogste niveau.

### Overnames en promotie
In juni 2016 kocht de Chinese zakenman Tony Xia Aston Villa voor 76 miljoen pond. Voormalig Chelsea-trainer Roberto Di Matteo werd aangesteld als hoofdtrainer, maar werd na slechts 12 wedstrijden en een beroerde start reeds ontslagen. Voormalig Birmingham City-trainer Steve Bruce leidde het team vervolgens naar de vierde plaats op de ranglijst en de finale van de play-offs om promotie. Deze werd echter verloren van Fulham. Doordat de club promotie misliep kreeg het opnieuw te maken met financiële problemen, wat ervoor zorgde dat Xia de club in 2018 alweer doorverkocht aan de Egyptische Nassef Sawiris en de Amerikaanse Wes Edens. Zij namen een belang van 55 procent in de club en stelde Christian Purslow, voormalig directeur van Liverpool en Chelsea, aan als algemeen directeur.
Met Dean Smith aan het roer bereikte Aston Villa in 2019 de finale van de play-offs. Hierin was het met 2-1 te sterk voor het Derby County van Frank Lampard, waardoor het terugkeerde in de Premier League. Op de avond van de terugkeer besloten Sawiris en Edens ook de overige aandelen over te nemen.
De selectie werd in aanloop naar het seizoen 2019/20 flink vernieuwd met twaalf nieuwe spelers. Het merendeel van het seizoen streed Aston Villa tegen degradatie, maar in de laatste speelronde wist het de veilige zeventiende positie te bemachtigen. In haar tweede seizoen sinds de terugkeer wist Aston Villa de elfde eindklassering te pakken, maar slaagde het er niet in sterspeler Jack Grealish te verleiden tot een langer verblijf. Hij werd voor een clubrecord van 100 miljoen pond verkocht aan Manchester City. Nadat het seizoen 2021/22 teleurstellend begon werd Smith ontslagen.
Voormalig Liverpool-sterspeler en Engeland-aanvoerder Steven Gerrard werd aangesteld als diens opvolger, maar ook onder hem werden de prestaties niet significant verbeterd. Dit resulteerde in oktober 2022 in zijn ontslag. Viermalig Europa League-winnaar Unai Emery kwam over van Villarreal en slaagde erin de club naar een zevende positie en daarmee plaatsing voor de Conference League te leiden. Hierin reikte het tot de halve finale, nadat het onder andere AZ en Ajax was tegengekomen, werd het zelf in de halve finale uitgeschakeld door het Griekse Olympiakos Piraeus. In de Premier League streed de ploeg van Emery tot het einde van het seizoen mee om de bovenste plekken en dwong het uiteindelijk met een vierde plek deelname aan de Champions League af. Dat betekent dat Aston Villa in het seizoen 2024/25 voor het eerst sinds 1982/83 uitkomt op het hoogste Europese niveau.

## Erelijst
| Internationaal                   |    |                                               |
| Europacup I                      | 1x | 1982                                          |
| Europese Supercup                | 1x | 1982                                          |
| UEFA Intertoto Cup               | 2x | 2001*, 2008** (*een van drie, ** een van elf) |
| Nationaal                        |    |                                               |
| First Division                   | 7x | 1894, 1896, 1897, 1899, 1900, 1910, 1981      |
| Second Division                  | 2x | 1938, 1960, 1974                              |
| Third Division                   | 1x | 1972                                          |
| FA Cup                           | 7x | 1887, 1895, 1897, 1905, 1913, 1920, 1957      |
| Football League Cup              | 5x | 1961, 1975, 1977, 1994, 1996                  |
| FA Charity Shield                | 1x | 1981                                          |
| Sheriff of London Charity Shield | 2x | 1899, 1901                                    |

## Stadion
Sinds 1897 is Villa Park de thuisbasis van The Villans. Het is het grootste stadion in de Midlands met een capaciteit van 42.657. In 2022 maakte de club bekend plannen te hebben om de noordtribune en een deel van de westtribune te herbouwen, waardoor de capaciteit zou groeien naar meer dan 50.000. Deze plannen werden in 2023/24 tot nader orde uitgesteld.

## Trainingscomplex
Het trainingscomplex van Aston Villa is gevestigd in Bodymoor Heath, nabij Kingsbury. Dit terrein werd in begin jaren zeventig van de twintigste eeuw aangekocht van een lokale boer door voorzitter Doug Ellis. In november 2005 werden nieuwbouwplannen aangekondigd, die in het seizoen 2007/08 in gebruik werden genomen.

## Eerste elftal

### Selectie
| Nr.           | Naam              | Sinds      | Contract   | Vorige club             |
| Doelmannen    | Doelmannen        | Doelmannen | Doelmannen | Doelmannen              |
| ------------- | ----------------- | ---------- | ---------- | ----------------------- |
| 23            | Emiliano Martínez | 2020       | 2029       | Arsenal                 |
| 25            | Robin Olsen       | 2022       | 2025       | AS Roma                 |
| Verdedigers   |                   |            |            |                         |
| 2             | Matty Cash        | 2020       | 2027       | Nottingham Forest       |
| 3             | Axel Disasi       | 2025       | 2025       | Chelsea                 |
| 4             | Ezri Konsa        | 2019       | 2028       | Brentford               |
| 5             | Tyrone Mings      | 2019       | 2026       | Bournemouth             |
| 12            | Lucas Digne       | 2022       | 2026       | Everton                 |
| 14            | Pau Torres        | 2023       | 2028       | Villarreal              |
| 16            | Andrés García     | 2025       |            | Levante                 |
| 22            | Ian Maatsen       | 2024       | 2030       | Chelsea                 |
| 30            | Kortney Hause     | 2019       | 2025       | Wolverhampton Wanderers |
| Middenvelders |                   |            |            |                         |
| 6             | Ross Barkley      | 2024       | 2027       | Luton Town              |
| 7             | John McGinn       | 2018       | 2027       | Hibernian               |
| 8             | Youri Tielemans   | 2023       | 2027       | Leicester City          |
| 24            | Amadou Onana      | 2024       | 2029       | Everton                 |
| 26            | Lamare Bogarde    | 2024       | 2025       |                         |
| 27            | Morgan Rogers     | 2024       | 2029       | Middlesbrough           |
| 41            | Jacob Ramsey      | 2020       | 2027       |                         |
| 44            | Boubacar Kamara   | 2022       | 2027       | Olympique Marseille     |
| Aanvallers    |                   |            |            |                         |
| 9             | Marcus Rashford   | 2025       | 2025       | Manchester United       |
| 11            | Ollie Watkins     | 2020       | 2028       | Brentford               |
| 17            | Donyell Malen     | 2025       | 2029       | Borussia Dortmund       |
| 21            | Marco Asensio     | 2025       | 2025       | Paris Saint-Germain     |
| 31            | Leon Bailey       | 2021       | 2027       | Bayer Leverkusen        |

Laatste update: 7 februari 2025.

### Staf
| Functie            | Naam             | Sinds | Contract | Vorige club |
| ------------------ | ---------------- | ----- | -------- | ----------- |
| Hoofdtrainer       | Unai Emery       | 2022  | 2029     | Villarreal  |
| Assistent-trainers | Pako Ayestarán   | 2022  |          | Tondela     |
| Assistent-trainers | Pablo Villanueva | 2022  |          | Villarreal  |
| Keeperstrainer     | Javi García      | 2022  |          | Villarreal  |

Laatste update: 15 september 2024

## Overzichtslijsten

### Eindklasseringen
- 1947 8e
First Division
- 1948 6e
First Division
- 1949 10e
First Division
- 1950 12e
First Division
- 1951 15e
First Division
- 1952 6e
First Division
- 1953 11e
First Division
- 1954 13e
First Division
- 1955 6e
First Division
- 1956 20e
First Division
- 1957 10e
First Division
- 1958 14e
First Division
- 1959 21e
First Division
- 1960 1e
Second Division
- 1961 9e
First Division
- 1962 7e
First Division
- 1963 15e
First Division
- 1964 19e
First Division
- 1965 16e
First Division
- 1966 16e
First Division
- 1967 21e
First Division
- 1968 16e
Second Division
- 1969 18e
Second Division
- 1970 21e
Second Division
- 1971 4e
Third Division
- 1972 1e
Third Division
- 1973 3e
Second Division
- 1974 14e
Second Division
- 1975 2e
Second Division
- 1976 16e
First Division
- 1977 4e
First Division
- 1978 8e
First Division
- 1979 8e
First Division
- 1980 7e
First Division
- 1981 1e
First Division
- 1982 11e
First Division
- 1983 6e
First Division
- 1984 10e
First Division
- 1985 10e
First Division
- 1986 16e
First Division
- 1987 22e
First Division
- 1988 2e
Second Division
- 1989 17e
First Division
- 1990 2e
First Division
- 1991 17e
First Division
- 1992 7e
First Division
- 1993 2e
Premier League
- 1994 10e
Premier League
- 1995 18e
Premier League
- 1996 4e
Premier League
- 1997 5e
Premier League
- 1998 7e
Premier League
- 1999 6e
Premier League
- 2000 6e
Premier League
- 2001 8e
Premier League
- 2002 8e
Premier League
- 2003 16e
Premier League
- 2004 6e
Premier League
- 2005 10e
Premier League
- 2006 16e
Premier League
- 2007 11e
Premier League
- 2008 6e
Premier League
- 2009 6e
Premier League
- 2010 6e
Premier League
- 2011 9e
Premier League
- 2012 16e
Premier League
- 2013 15e
Premier League
- 2014 15e
Premier League
- 2015 17e
Premier League
- 2016 20e
Premier League
- 2017 13e
Championship
- 2018 4e
Championship
- 2019 5e
Championship
- 2020 17e
Premier League
- 2021 11e
Premier League
- 2022 14e
Premier League
- 2023 7e
Premier League
- 2024 4e
Premier League
- 2025 6e
Premier League

- First Division
- Second Division
- Third Division
- Premier League
- Championship

ⓘ In 1992 invoering van de Premier League en opheffing van de Fourth Division; in 2004 opheffing van de First, Second en Third Division.

### Seizoensresultaten
| 2001–2002 | 8  | 20 | Premier League | 38 | 12 | 14 | 12 | 46–47 | 50 | 35.012 |
| 2002–2003 | 16 | 20 | Premier League | 38 | 12 | 9  | 17 | 42–47 | 45 | 34.975 |
| 2003–2004 | 6  | 20 | Premier League | 38 | 15 | 11 | 12 | 48–44 | 56 | 36.622 |
| 2004–2005 | 10 | 20 | Premier League | 38 | 12 | 11 | 15 | 45–52 | 47 | 37.354 |
| 2005–2006 | 16 | 20 | Premier League | 38 | 10 | 12 | 16 | 42–55 | 42 | 34.112 |
| 2006–2007 | 11 | 20 | Premier League | 38 | 11 | 17 | 10 | 43–41 | 50 | 36.214 |
| 2007–2008 | 6  | 20 | Premier League | 38 | 16 | 12 | 10 | 71–51 | 60 | 40.029 |
| 2008–2009 | 6  | 20 | Premier League | 38 | 17 | 11 | 10 | 54–48 | 62 | 39.812 |
| 2009–2010 | 6  | 20 | Premier League | 38 | 17 | 13 | 8  | 52–39 | 64 | 38.573 |
| 2010–2011 | 9  | 20 | Premier League | 38 | 12 | 12 | 14 | 48–59 | 48 | 37.194 |
| 2011–2012 | 16 | 20 | Premier League | 38 | 7  | 17 | 14 | 37–53 | 38 | 33.873 |
| 2012–2013 | 15 | 20 | Premier League | 38 | 10 | 11 | 17 | 47–69 | 41 | 35.060 |
| 2013–2014 | 15 | 20 | Premier League | 38 | 10 | 8  | 20 | 39–61 | 38 | 36.081 |
| 2014–2015 | 17 | 20 | Premier League | 38 | 10 | 8  | 20 | 31–57 | 38 | 34.133 |
| 2015–2016 | 20 | 20 | Premier League | 38 | 3  | 8  | 27 | 27–76 | 17 | 33.690 |
| 2016–2017 | 13 | 24 | Championship   | 46 | 16 | 14 | 16 | 47–48 | 62 | 32.107 |
| 2017–2018 | 4  | 24 | Championship   | 46 | 24 | 11 | 11 | 72–42 | 83 | 32.097 |
| 2018–2019 | 5  | 24 | Championship   | 46 | 20 | 16 | 10 | 82-61 | 76 | 36.029 |
| 2019–2020 | 17 | 20 | Premier League | 38 | 9  | 8  | 21 | 41-67 | 35 | 28.505 |
| 2020–2021 | 11 | 20 | Premier League | 38 | 16 | 7  | 15 | 55-46 | 55 | --     |
| 2021–2022 | 14 | 20 | Premier League | 38 | 13 | 6  | 19 | 52-54 | 45 | 41.838 |
| 2022–2023 | 7  | 20 | Premier League | 38 | 18 | 7  | 13 | 51-46 | 61 | 41.679 |
| 2023–2024 | 4  | 20 | Premier League | 38 | 20 | 8  | 10 | 76-61 | 68 | 41.843 |

### Aston Villa in Europa
Aston Villa speelt sinds 1975 in diverse Europese competities. Hieronder staan de competities en in welke seizoenen de club deelnam. Vet gedrukt staan de edities die zijn gewonnen door Aston Villa:
- Europacup I (2x)

1981/82, 1982/83
- Champions League (1x)

2024/25
- Europa League (3x)

2009/10, 2010/11, 2025/26
- Conference League (1x)

2023/24
- UEFA Cup (11x)

1975/76, 1977/78, 1983/84, 1990/91, 1993/94, 1994/95, 1996/97, 1997/98, 1998/99, 2001/02, 2008/09
- UEFA Super Cup (1x)

1982
- Intertoto Cup (4x)

2000, 2001, 2002, 2008

## Bekende (oud-)Villans

### Spelers
- Gabriel Agbonlahor
- Leandro Bacuna
- Leon Bailey
- Gareth Barry
- Darren Bent
- Christian Benteke
- George Boateng
- Wilfred Bouma
- John Carew
- Calum Chambers
- Philippe Coutinho
- Steven Davis
- Ritchie De Laet
- Lucas Digne
- Stewart Downing
- Richard Dunne
- Karim El Ahmadi
- Anwar El Ghazi
- Björn Engels
- Brad Friedel
- Shay Given
- Jack Grealish
- Emile Heskey
- Aaron Hughes
- David James
- Martin Keown
- Martin Laursen
- Olof Mellberg
- Paul Merson
- James Milner
- Luc Nilis
- Stilijan Petrov
- Robert Pirès
- David Platt
- Nigel Reo-Coker
- Micah Richards
- Kevin Richardson
- Dean Saunders
- Gareth Southgate
- Ian Taylor
- John Terry
- Andy Townsend
- Ron Vlaar
- Kyle Walker
- Alan Wright
- Dwight Yorke
- Ashley Young

### Trainers
- Steve Bruce
- Roberto Di Matteo
- Unai Emery
- Rémi Garde
- Steven Gerrard
- Gérard Houllier
- Paul Lambert
- Alex McLeish
- Martin O'Neill
- Tim Sherwood
- Dean Smith
- Graham Taylor

1992/93 ·
1993/94 ·
1994/95 ·
1995/96 ·
1996/97 ·
1997/98 ·
1998/99 ·
1999/2000 ·
2000/01 ·
2001/02 ·
2002/03 ·
2003/04 ·
2004/05 ·
2005/06 ·
2006/07 ·
2007/08 ·
2008/09 ·
2009/10 ·
2010/11 ·
2011/12 ·
2012/13 ·
2013/14 ·
2014/15 ·
2015/16 · 
2016/17 · 
2017/18 · 
2018/19 · 
2019/20 ·
2020/21 ·
2021/22 ·
2022/23 ·
2023/24 ·
2024/25
2 Cash ·
4 Konsa ·
5 Mings ·
6 Barkley ·
7 McGinn  ·
8 Tielemans ·
10 Buendía ·
11 Watkins ·
12 Digne ·
14 Torres ·
15 Moreno ·
16 García ·
17 Malen ·
19 Iling-Junior ·
22 Maatsen ·
23 Martínez ·
24 Onana ·
26 Bogarde ·
27 Rogers ·
29 Guessand ·
31 Bailey ·
32 Dendoncker ·
33 Dobbin ·
40 Bizot ·
41 Ramsey ·
44 Kamara ·
50 Swinkels ·
Coach: Emery
Arsenal · 
Aston Villa · 
Bournemouth · 
Brentford · 	
Brighton & Hove Albion · 
Burnley ·
Chelsea · 
Crystal Palace · 
Everton · 
Fulham · 
Leeds United · 
Liverpool · 
Manchester City · 
Manchester United · 
Newcastle United · 
Nottingham Forest ·  
Sunderland ·
Tottenham Hotspur · 
West Ham United · 
Wolverhampton Wanderers